# Hirschl-színház
Az aradi Hirschl-színház műemlék épület Romániában, Arad megyében. A romániai műemlékek jegyzékében az AR-II-m-B-00527 sorszámon szerepel.